# Pietro di Domenico da Montepulciano
Pietro da Recanati dit Pietro di Domenico da Montepulciano (noté actif à Recanati en 1418 – mort entre  1427 et 1432) est un peintre italien du Quattrocento (XVe siècle italien) qui fut actif également à Montepulciano.

## Œuvres
- Incoronazione della Vergine Raccolta Kress, New York
- Vierge et enfant avec quatre anges (1420), Metropolitan Museum of Art[2]
- Polyptyque du musée diocésain d'Osimo (1418)[3] : ce polyptyque comprend douze compartiments répartis sur deux ordres. Dans l'ordre supérieur se trouvent au centre Le Christ crucifié entouré de la Vierge et saint Jean, et à gauche Les Martyrs Fiorenzo et Vittore et à droite Les Évêques saint Vitalien d'Osimo et Bienvenu. Dans l'ordre inférieur se trouvent au centre la Vierge et l'Enfant entourés d'anges et de gauche à droite Laint Leopardo, Nicolas de Bari,  Catherine d'Alexandrie et Saint Antoine.
- Polittico di Recanati, Madonna con Bambino e Santi (1422), Recanati
- Chapelle du couvent San Nicolò (1418-1422) Osimo
- Madonna con Bambino Chiesa di Santa Maria di Castelnuovo, Recanati
- Storie di San Giovanni, Oratorio di Santa Monica, Fermo
- Vierge de Miséricorde, musée du petit palais, Avignon[4]

Œuvres de Pietro di Domenico da Montepulciano
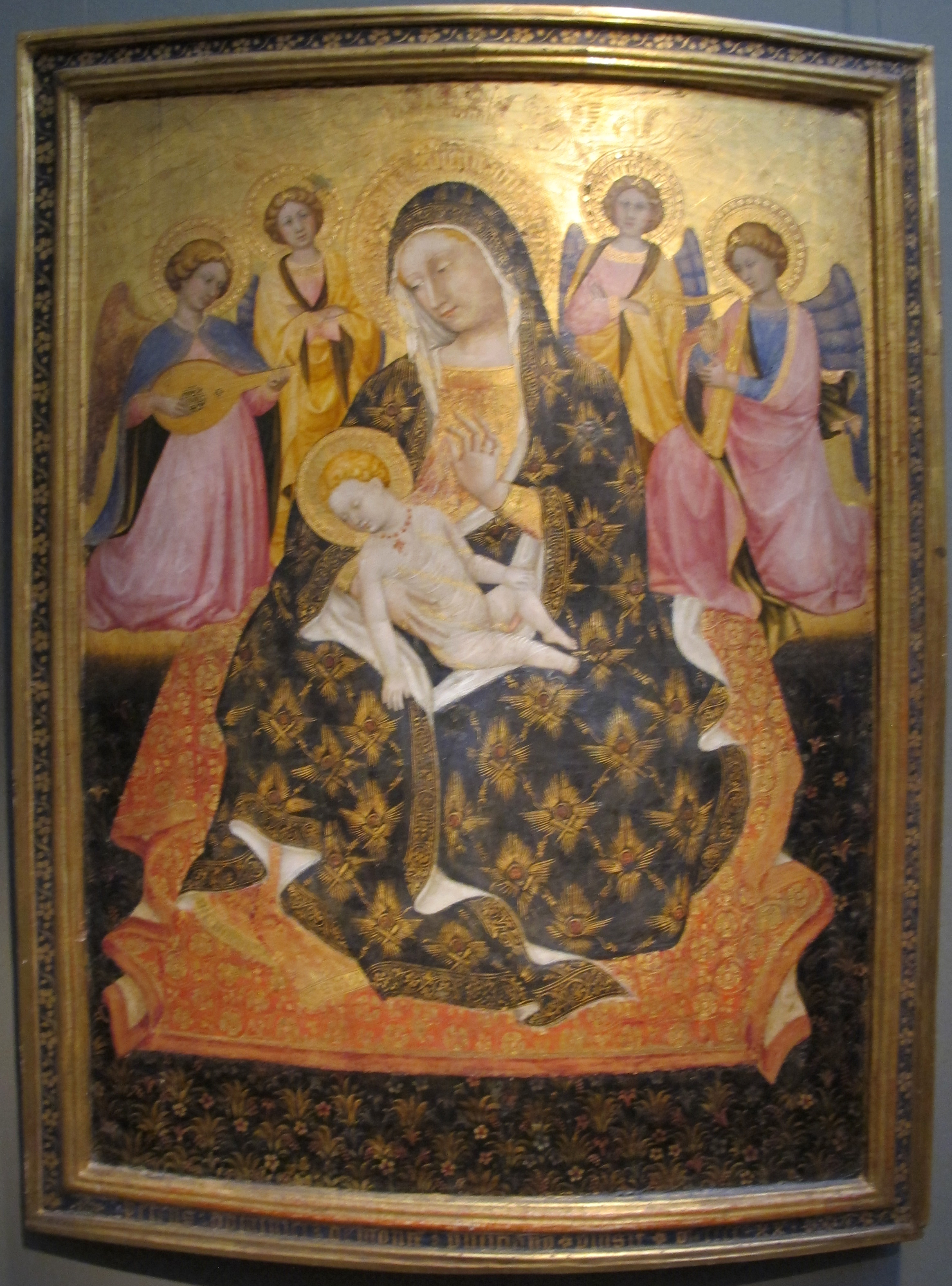
Vierge et enfant avec quatre anges Metropolitan Museum of Art de New York
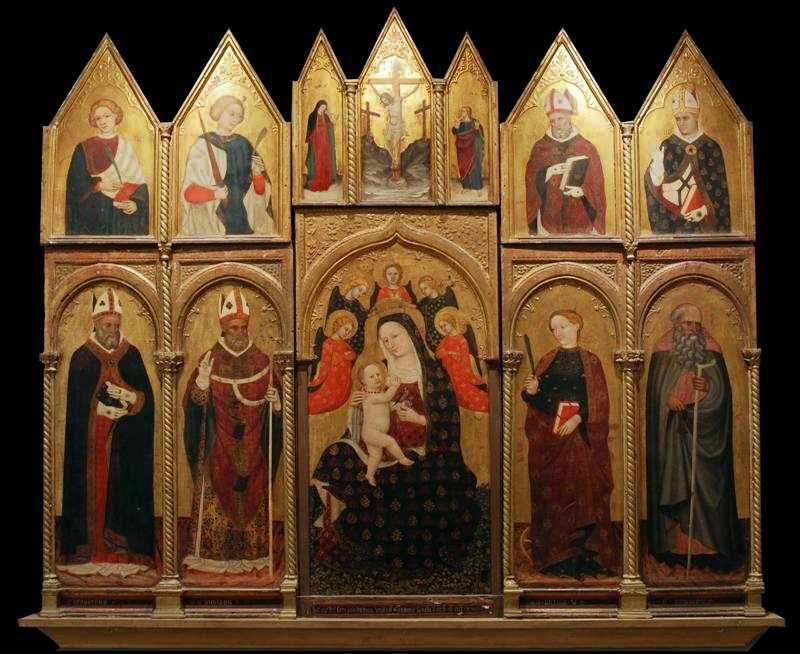
Polyptyque
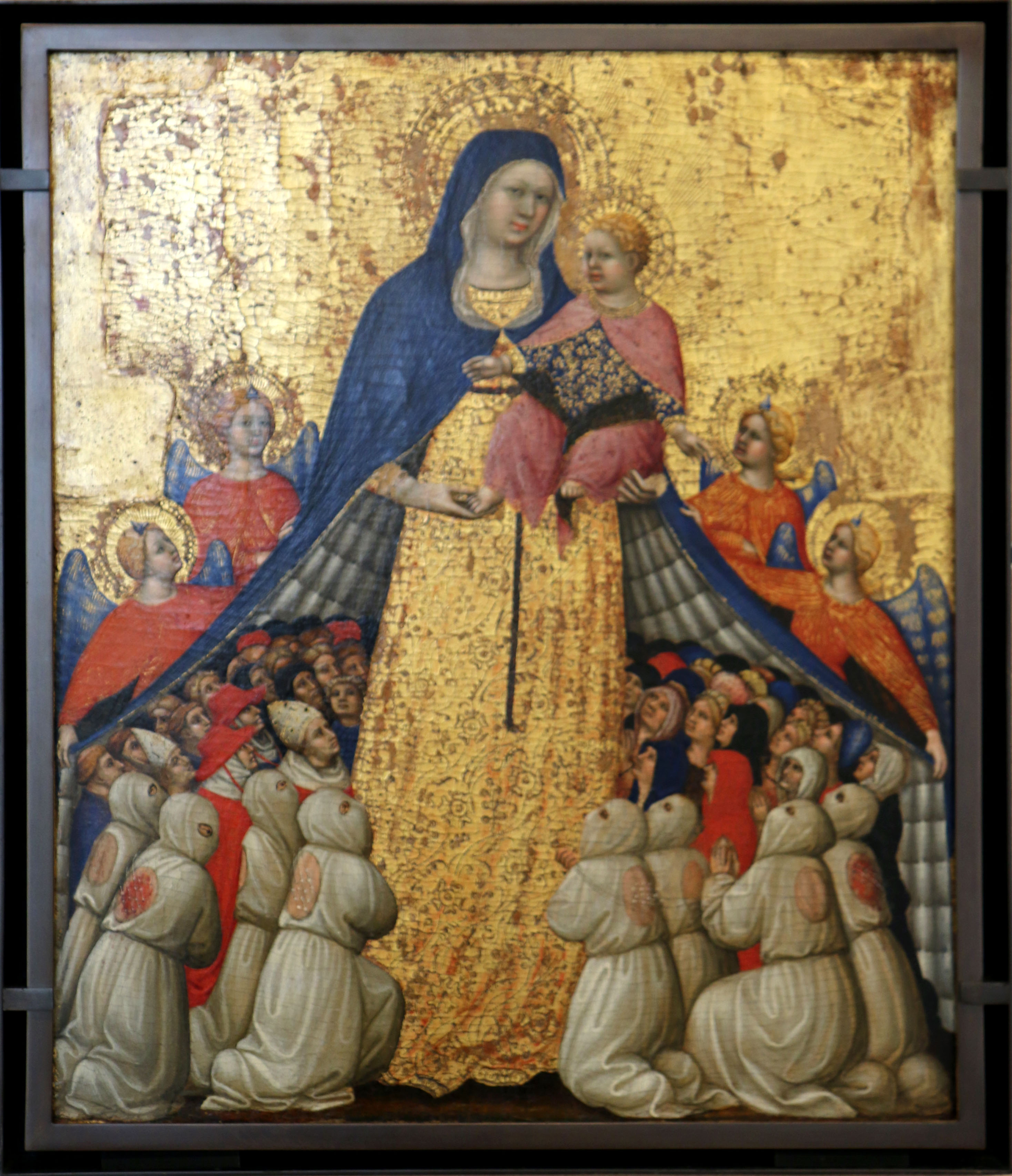
Vierge de miséricorde Musée du Petit Palais d'Avignon

## Sources
- (it) Cet article est partiellement ou en totalité issu de l’article de Wikipédia en italien intitulé « Pietro di Domenico da Montepulciano » (voir la liste des auteurs).